# Roman van Uden
Roman van Uden, né le 29 octobre 1988 à Auckland, est un coureur cycliste néo-zélandais.

## Biographie
En fin d'année 2013, il remporte le Sharjah International Cycling Tour ainsi que la première étape au sein de la formation Frankie's.

## Palmarès
- 2009
  - 4e étape du Tour of the Gila
  - 2e de la REV Classic
  - 3e du championnat de Nouvelle-Zélande sur route espoirs
- 2010
  - Lake Taupo Cycle Challenge
- 2011
  - 2e étape de la Redlands Bicycle Classic
  - 1re étape du Tour de Toona
  - 2e de la REV Classic
- 2012
  - 13e étape du Tour of the Murray River
- 2013
  - 1re étape du Tour de Southland
  - Sharjah International Cycling Tour :
    - Classement général
    - 1re étape

  - 3e étape du Tour d'Al Zubarah
  - 3e de la REV Classic
- 2014
  - Prologue du Tour d'Al Zubarah
- 2015
  - 1re étape du Tour de Southland
  - 3e du Lake Taupo Cycle Challenge
- 2017
  - Prologue du Tour de Southland (contre-la-montre par équipes)
- 2018
  - BDO Tour of Northland :
    - Classement général
    - 1re et 3e étapes

## Classements mondiaux
| Année            | 2012 | 2013 | 2014   | 2015 |
| ---------------- | ---- | ---- | ------ | ---- |
| UCI Asia Tour    | 295e |      | 23e    |      |
| UCI Europe Tour  |      |      | 1 057e |      |
| UCI Oceania Tour |      | 14e  |        | 56e  |